# マーク・フェルト

マーク・フェルト

ウィリアム・マーク・フェルト・シニア（William Mark Felt, Sr.、1913年8月17日 - 2008年12月18日）は、アメリカ合衆国の連邦捜査局（FBI）副長官。1973年に退職した。ウォーターゲート事件の情報提供者「ディープ・スロート」であることを2005年5月に自ら公表した。

## 人物・来歴
アイダホ州ツインフォールズにて、建築業を営んでいた父のもとに生まれる。ジョージ・ワシントン大学法科大学院を卒業後、自身の出身地であるアイダホ州選出の上院議員の下で勤務し、1940年代初頭に連邦取引委員会（FTC）に就職。しかし1年で職を辞し、FBIに転身。第二次大戦中は、捜査官を10数年務め、監察官補佐、地方局局長、監察官を経て、1971年7月に副長官代理に就任。これはフーヴァー長官および序列第二位のクライド・トルソン副長官に次ぐNo.3のポストであり、病気がちであったトルソンに代わって日常業務の最高責任者を務めた。また、フーヴァー長官を畏敬し深い敬意を持っていた。一方、当時のニクソン政権が国防総省秘密文書（ペンタゴン・ペーパーズ）の漏洩事件から、政権内での徹底した情報管理と不法な活動を行い、フェルトはこれに悩まされていた。またスピロ・アグニュー副大統領が賄賂を受け取っていたことも早くから情報を掴んでいた。
1972年5月2日にフーヴァーが死去した後、フェルトが順当に長官に昇格するものと見られていたが、その翌日ニクソン大統領は長年の忠臣であったパトリック・グレイを長官代理に指名し、フェルトは深い失望感を味わう。1972年5月15日に大統領選挙のメリーランド州予備選挙に民主党から立候補していたアラバマ州知事ジョージ・ウォレスが暴漢に撃たれた時は、ニクソン自身がフェルトの自宅に電話をかけている。この際、犯人が共和党支持者である場合を恐れて犯人の自宅に後に「鉛管工グループ」と呼ばれる「特別プロジェクトチーム」を侵入させている。

### ウォーターゲート事件
1972年6月17日深夜にワシントンD.C.の民主党本部に侵入し、盗聴装置を取り付けようとした5人の男が逮捕される事件が起こった。後にウォーターゲート事件と呼ばれるスキャンダルの発端であった。フェルトは、ホワイトハウスから中央情報局（CIA）を通じてFBIの捜査を妨害する動きに憤激し、とりわけニクソン大統領側近の若い補佐官が事件発覚の6日後の6月23日にCIA副長官を使ってFBI長官に捜査の進展を阻害する動きに出たことで、事件の主犯がホワイトハウスと大統領再選委員会にいることに気付いた。
この事件の2日後の6月19日、フェルトに以前から面識のあった『ワシントン・ポスト』のウッドワード記者よりFBIに直接電話がかかってきて、これが事件についての2人の最初の会話であった。ホワイトハウス関係者としてハワード・ハントの名前が挙がっていることの取材であった。その後数回電話があり夏頃には直接自宅に訪ねてきたりして「もう電話するな。来るな。他人のいる場所では何もするな。」と追い返し、その時に「今後は誰にも見られない場所で一対一で話をしよう。」と言った。事件直後のこの時期はホワイトハウスとFBIとの暗闘が続き、片方が捜査を妨害し、片方が情報をリークする異常な事態となっていた。
その後しばらくしてから、ウッドワードより会いたいという連絡がまたあった。この頃は季節が秋に入り『ワシントン・ポスト』も他のメディアもウォーターゲート事件の核心が掴めず、一方フェルトはグレイ長官代行がFBIの捜査資料の内部文書をホワイトハウスのディーン法律顧問(事件の主犯)に手渡していたことで憤慨していた時期であった。そして1972年10月のある日の深夜に密かに会って、事件を取材していたウッドワードの相談に応じながら核心に触れる部分を示唆し、取材活動を援助した。フェルトは時折り細かい情報を出すこともあったが、大筋はその方向性と情報の在処を指示することが多く、ウッドワードは必ず情報源がすぐ発覚するような記事にはしなかった。
他のメディアが事件を軽視して続報を控える中、『ワシントン・ポスト』だけが詳細に取材したスクープ記事を多く出した。やがて翌1973年3月に侵入犯の1人であるマッコードはホワイトハウスが関与していることを明らかにし、ウォーターゲート事件が全米を揺るがすスキャンダルへと発展した。ウッドワードは情報提供者を「ディープ・スロート」と呼び、以後この情報提供者が誰なのかが大きな話題となった。そしてその渦中にグレイ長官代理の不祥事も明るみにされて、長官代理が辞任した翌月の1973年6月22日にフェルトもFBIを退官した。
ニクソン政権側はかなり早い段階から情報提供者がフェルトであることをつかんでいたが、自らの情報源をさらすリスクや公表した場合の報復を危惧して、ニクソンの大統領辞任までそれを明らかにすることはなかった。

### 事件後
退官後の1976年、フェルトは副長官時代の1970年に極左テロ組織「ウエザーマン」に対する捜査で容疑者宅に不法に家宅侵入することを承認した責任を問われ、裁判を受ける。4年間の審理ののち有罪認定されたが、罰金刑となり懲役は免れた。その後就任したロナルド・レーガン大統領が「テロリズムを終息させる崇高な行動方針に従った行動」と評価して特赦で赦免した。
晩年は認知症を発したが、2005年に弁護士と娘が説得し、自分がディープ・スロートであったことを2005年5月31日に雑誌「バニティ・フェア」の記事を通じて公表した。2008年12月死去。95歳没。

## ウッドワードとの関係
フェルトがウッドワードと最初に出会ったのは、事件が起こる3年前の1969年秋にホワイトハウス西館1階の国家安全保障会議幹部執務室の前でホワイトハウスの担当官を待っている間にたまたま隣り合わせになった時である。当時ウッドワードは海軍大尉で、海軍から書類を届けに来ていた。このときフェルトは、出身大学が自分と同じであることにまず興味を示したという。その後、ウッドワードはフェルトの自宅を訪ねるようになり、その間にワシントン・ポスト紙に記者として採用された。そしてウォーターゲート事件が発生して後は、夜中に密かに落ち合うこととなった。
そしてフェルトはウッドワードの取材活動を側面から支えてウォーターゲート事件のスクープを数々実現させたが、その後の二人は疎遠となった。フェルトは何度否定してもディープスロートではないかといった質問に晒されたうえ、ウォーターゲート事件が大統領辞任で終結して以降、前記の通り副長官時代のテロ組織捜査をめぐる裁判の被告人となった。長い審理の間にウッドワードはジャーナリストとして全く逆の立場となり、また審理の終盤でフェルトを擁護するため証人として出廷したのがニクソン前大統領であった。有罪ながら罰金刑という軽い判決を受けた際、フェルトはウッドワードに「ニクソンは『ワシントン・ポスト』よりも力になってくれた」と語った。そして、その後のレーガン大統領による赦免はフェルトを感激させ、「どれだけ大統領に感謝してよいか分からない」という言葉を残した。ニクソンはこの時に「正義は最後に必ず勝つ」という言葉を添えてフェルトにシャンパンを贈っている。
2000年2月にウッドワードは86歳になったフェルトを訪れている。だがもうこの時にはフェルトは認知症で記憶が曖昧になっており、過去の事件や人物についても記憶にないという言葉が多く、ウッドワードが知りたかったことも聞けない状態であった。ディープ・スロートであったことを公表した時には、本人の記憶の大半が失われていた。彼の娘が公表した時にウッドワードを始め『ワシントン・ポスト』の編集幹部は、亡くなるまで秘匿するという当初の方針を変え、彼がディープ・スロートであることをフェルト側の公表と同じ日に声明で明らかにした。ウッドワードは後にフェルトとの思い出を書いた『ディープ・スロート 大統領を葬った男』の最後にこう書き入れている。　
フェルトがなぜウッドワードにさまざまな情報を提供したのか、彼自身も長年知りたがっていたが、聞き出すことが出来ないまま死去した。

## 密会の手段
フェルトとウッドワードは、どちらかが緊急に会う必要が生じた時に2人だけが分かる意思表示の方法も決められていた。これはウォーターゲート事件が大きく取り上げられて、FBIのNo.2と新聞記者が会うことが絶対秘密裏でなければならないための自衛措置でもあった。ウッドワードが会いたいと意思表示する時は自宅アパートのベランダに置いてある植木鉢を奥に引っ込めることが合図で、これをどうやってフェルトが見張って確認したのか当時は分からず、後にフェルトに聞こうとしたがその時にはもう認知症でついに謎のままとなった。フェルトが意思表示をする時はウッドワード宅に配達される『ニューヨーク・タイムズ』の20ページ欄のページ番号20に〇を書き入れて、その下に矢印をつけてその矢印の方向で何時にと分かるようにしていた（午前2時が多かった）のが合図であった。ウッドワードが勤める『ワシントン・ポスト』でなかったのは、当時『ワシントン・ポスト』が直接部屋の外までの配達だったのに対し、『ニューヨーク・タイムズ』は1階ロビーに部屋番号（617号室）をマーカーで付けて配達されていたことによる。
2人が会った場所はポトマック川沿いのバージニア州ロズリンにある地下駐車場の一番下の階で、アーリントン国立墓地の北側であり、近くにペンタゴンやオフィスビルが林立する市街地であった。フェルトはウッドワードに、自分に会う時はアパートのエレベーターを使わず非常階段を使って下り、自分の車を使わずにタクシーを使い、しかも途中で降りてしばらく歩いてまたタクシーに乗り、目的地の地下駐車場に直接行かず必ず数ブロック前で降りて歩いてくること、あとをつけられていると感じたら駐車場に入るなという細かい指示まで行っていた。
このようにしても実際はどちらかの急な都合で会えなかったこともあった。1972年10月10日にワシントン・ポスト紙がスクープ記事を出した後の10月19日、深夜に会うためにウッドワードはベランダの奥に植木鉢を移動して地下駐車場で1時間以上待ったがフェルトが現れず、うす暗く恐ろしい雰囲気にすっかり怯えながら必死で帰宅の途についた。実はこの日の午後にホワイトハウス執務室でハリー・ロビンス・ハルデマン補佐官がニクソン大統領に「FBIから情報が洩れていることが分かりました。私の秘密の情報源からの情報ではマーク・フェルトです。しかしこのことを公にすると私の情報源までばれてしまいますので明らかにできません。またミッチエル（前司法長官）が何もしない方がいいと言っています。明らかにすると知っていることを全て曝け出すでしょう。それはまずいことです」と報告していた。この会話は録音テープで記録されていたことがのちに明らかとなった。